# Sporting Clube de Coimbrões
El SC Coimbrões es un equipo de fútbol de Portugal que juega en la Liga Regional de Oporto, la quinta liga de fútbol más importante del país.

## Historia
Fue fundado el 25 de octubre del año 1920 en la ciudad de Coimbrões de la municipalidad de Santa Marinha del distrito de Vila Nova de Gaia por un grupo de jóvenes trabajadores seguidores del Vilanovense FC como un club multideportivo que actualmente cuenta con secciones en baloncesto femenil y patinaje artístico además de fútbol. Anteriormente contaban con secciones en balonmano, fútbol sala, boxeo, atletismo, ciclismo, halterofilia, natación, hockey, tiro y tenis de mesa.
Su mayor logro ha sido ganar el título de la desaparecida Tercera División de Portugal en la temporada 2009/10 y así ascender a la Segunda División de Portugal, cambiada por el actual Campeonato Nacional de Seniores.

## Palmarés
- Tercera División de Portugal: 1

2009/10
- Liga Regional de Oporto: 1

2007/08